# Assata's Daughters
Les Filles d'Assata (en anglès: Assata's Daughters) és una organització de noies, i dones negres de Chicago, Estats Units, que protesten contra la violència policial. Les Filles d'Assata, són part d'un grup d'organitzacions juvenils d'activistes negres de Chicago, que van sorgir com a part del moviment Black Lives Matter (en català: les vides dels negres importen), i que segueixen el lema de Malcolm X: "Per qualsevol mitjà necessari". Les filles d'Assata, són considerades com un grup més radical que les altres organitzacions existents del moviment pels drets civils dels ciutadans afroamericans.
L'organització es diu així en honor de la exmilitant del Partit Pantera Negra, la fugitiva de la justícia dels EUA, Assata Shakur.
Les Filles d'Assata, van ajudar a organitzar la protesta contra Donald Trump a Chicago, Ilinois, el 2016, i després van protestar per la detenció de quatre participants en la manifestació. El grup ha treballat en estreta col·laboració amb el col·lectiu Black Lives Matter a Chicago, per derrotar a la candidatura de reelecció de la Fiscal de l'Estat en el Comtat de Cook, Anita Alvarez, ja que a aquest grup no li agradava l'actuació de la fiscal, després de l'homicidi del ciutadà negre Laquan McDonald.